# NK Bratstvo Gračanica
Nogometni Klub Bratstvo is een Bosnische voetbalclub uit Gračanica.
Bratstvo ·
Budućnost ·
Goražde · 
Gornji Rahić ·
Gradina Srebrenik ·
Jedinstvo ·
Radnik ·
Radnički ·
Stupćanica Olovo ·
TOŠK ·
Tomislav ·
Travnik ·
Tuzla City · 
Vis Kosovo ·
Čelik Zenica ·
Zvijezda